# Stefan Ruppert

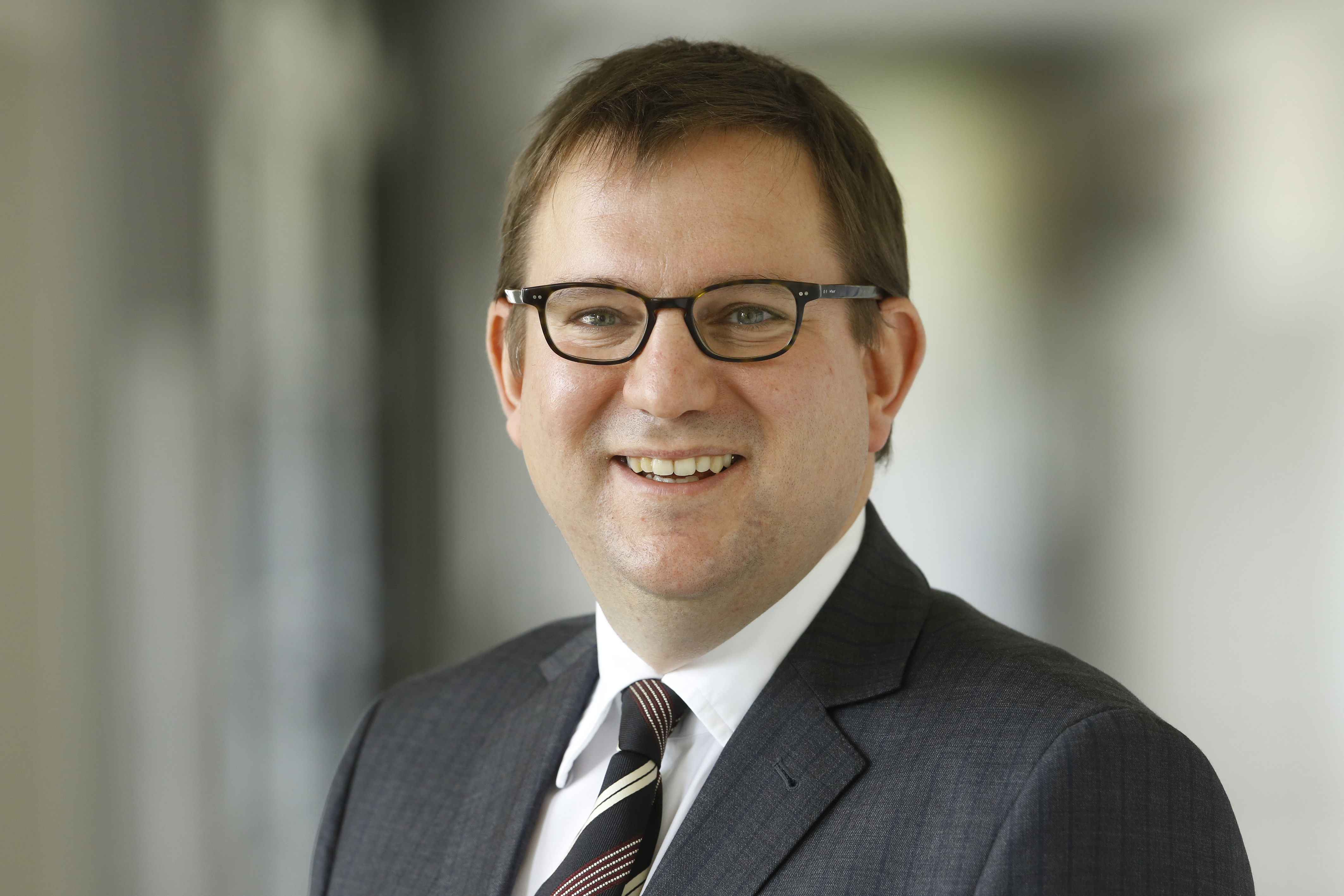
Stefan Ruppert, 2015

Stefan Ruppert (* 2. Juli 1971 in Frankfurt am Main) ist ein deutscher Jurist und Politiker (FDP). Von 2009 bis 2013 war er Mitglied des Deutschen Bundestages. Von 2014 bis 2021 war er Landesvorsitzender der FDP Hessen. Nach der Bundestagswahl 2017 zog er erneut in das deutsche Parlament ein, dem er bis 2020 angehörte. Zum 1. April 2020 wechselte er als Arbeitsdirektor in den Vorstand von B. Braun Melsungen.

## Leben
Nach dem Abitur am bilingualen Zweig (deutsch/französisch) der Ziehenschule in Frankfurt am Main 1991 leistete Ruppert Zivildienst beim Deutschen Roten Kreuz im Bereich Altenpflege. Ab 1992 studierte er Rechtswissenschaft, Politologie und Geschichte an der Johann Wolfgang Goethe-Universität Frankfurt am Main und legte 1997 die erste juristische Staatsprüfung ab. 2001 promovierte er mit seiner Doktorarbeit Kirchenrecht und Kulturkampf und erhielt die Otto-Hahn-Medaille. 2003 schloss Ruppert nach einer zweijährigen wissenschaftlichen Mitarbeit am Bundesverfassungsgericht das zweite juristische Staatsexamen ab.
Seit 2021 ist Ruppert Mitglied des Kuratoriums der Friedrich-Naumann-Stiftung für die Freiheit.
Ruppert ist evangelisch und verheiratet. Er ist Vater zweier Kinder.

## Wissenschaft
2003 wurde Ruppert wissenschaftlicher Mitarbeiter am Max-Planck-Institut für europäische Rechtsgeschichte in Frankfurt am Main, 2005 dann Leiter einer wissenschaftlichen Nachwuchsgruppe des Instituts zum Thema „Lebensalter und Recht“. Seine wissenschaftlichen Schwerpunkte liegen auf der Geschichte des Kirchen- und des Staatskirchenrechts, der Wissenschaftsgeschichte des öffentlichen Rechts und der juristischen Zeitgeschichte.

## Politik
Ruppert trat 1990 als Schüler in die FDP ein. Von 1991 bis 1993 war er Kreisvorsitzender der Jungen Liberalen Hochtaunus, an die sich 1993 die Tätigkeit als Stadtverordneter in Oberursel anschloss. In den Jahren 1994 bis 1995 war Ruppert Landesvorsitzender der Jungen Liberalen Hessen. 1997 wurde Ruppert Mitglied des Kreistags des Hochtaunuskreises und im März 2000 zum Vorsitzenden der Hochtaunus-Liberalen gewählt. Ruppert ist Mitglied im Schaumburger Kreis, einem Zusammenschluss des liberal-konservativen Wirtschaftsflügels in der FDP.
Bei der Bundestagswahl 2009 zog Ruppert über die Landesliste Hessen in den Deutschen Bundestag ein. Er war in der 17. Wahlperiode Mitglied des Bundestags-Innenausschusses und Beauftragter seiner Fraktion für Kirchen und Religionsgemeinschaften. Im Bundestag war Ruppert eines von zwölf Mitgliedern des Wahlausschusses, der damals noch die Hälfte der Richter des Bundesverfassungsgerichts direkt bestimmte. Ab Januar 2013 war er Parlamentarischer Geschäftsführer der FDP-Bundestagsfraktion. Durch das Scheitern der FDP an der Fünf-Prozent-Hürde bei der Bundestagswahl 2013 schied er aus dem Bundestag aus.
Auf dem Landesparteitag am 8. Februar 2014 wurde Ruppert mit 95,95 % der Stimmen zum neuen Landesvorsitzenden der FDP Hessen gewählt und löste damit Jörg-Uwe Hahn ab, der nach der Niederlage der FDP bei der Landtagswahl in Hessen 2013 seinen Rückzug angekündigt hatte. Bei seiner Wiederwahl als Landesvorsitzender erhielt Ruppert im Jahr 2017 97 Prozent und 2019 91 Prozent der Delegiertenstimmen. Zur Wiederwahl auf dem Parteitag am 27. März 2021 trat er nicht erneut an. Nachfolgerin wurde Bettina Stark-Watzinger.
Bei der Bundestagswahl 2017 kandidierte Ruppert im Bundestagswahlkreis Hochtaunus und zog über den FDP-Landeslistenplatz 2 erneut in den Bundestag ein. Dort war er bis Januar 2020 Parlamentarischer Geschäftsführer der FDP-Fraktion. Seit 2019 war er Mitglied der Deutsch-Französischen Parlamentarischen Versammlung.
Im Dezember 2019 gab Ruppert seinen Wechsel in den Vorstand von B. Braun Melsungen bekannt, wo er zum 1. April 2020 die Position des Arbeitsdirektors übernahm. Sein Bundestagsmandat legte er zum 27. April 2020 nieder; für ihn rückte Matthias Nölke in den Bundestag nach.

## Schriften (Auswahl)
Die elf neuesten Publikationen:
- Rechtswissenschaft in der Berliner Republik (Hrsg. mit Thomas Duve), Berlin 2018.
- Lebensalter und Recht. Zur Segmentierung des menschlichen Lebenslaufs durch rechtliche Regelungen seit 1750, in: Stefan Ruppert (Hrsg.): Lebensalter und Recht. Zur Segmentierung des menschlichen Lebenslaufs durch rechtliche Regelungen seit 1750 (= Studien zur europäischen Rechtsgeschichte, 249), Frankfurt a. M. 2010, S. VII–XXXIII.
- Vom Schulpflichtigen zum jungen Straftäter. Der Wandel des deutschen „Jugendrechts“ im 19. Jahrhundert, in: Dorothee Elm, Thorsten Fitzon, Kathrin Liess, Sandra Linden (Hrsg.): Alterstopoi, das Wissen von den Lebensaltern in Literatur, Kunst und Theologie, Berlin u. a. 2009, S. 277–299.
- Streng wissenschaftlich und völlig unpolitisch. Der Frankfurter Staatsrechtler Friedrich Giese in der Zeit des Nationalsozialismus, in: Jörn Kobes/Jan-Otmar Hesse (Hrsg.): Frankfurter Wissenschaftler zwischen 1933 und 1945, Göttingen 2008, S. 183–204.
- Lebensalter und Recht. Zur Segmentierung des menschlichen Lebenslaufs durch rechtliche Regelungen seit dem 19. Jahrhundert, in: Rolf Lieberwirth/Heiner Lück (Hrsg.): Akten des 36. Deutschen Rechtshistorikertages, Baden-Baden 2008, S. 346–361.
- Frühe Neuzeiten, Rez. von Arndt Brendecke, Ralf-Peter Fuchs, Edith Koller (Hrsg.): Die Autorität der Zeit in der Frühen Neuzeit, Berlin [u. a.] 2007, in: Rechtsgeschichte 12 (2008), S. 199–202.
- Die Kinder der Sozialgeschichte, in: Rechtsgeschichte 12 (2008), S. 211–213.
- Jugend im Vormärz. Zur Formierung einer Lebensphase aus rechtshistorischer Sicht, in: Rainer Kolk (Hrsg.): Jugend im Vormärz (= Forum Vormärz Forschung. Jahrbuch 2006, 12. Jahrgang), Bielefeld 2007, S. 49–64.
- Die Segmentierung des menschlichen Lebenslaufs am Beispiel der Rechtsprechung des Bundesverfassungsgerichts zu Altersgrenzen, in: Ursula Rust/Joachim Lange/Henning Pfannkuche (Hrsg.): Altersdiskriminierung und Beschäftigung (= Loccumer Protokolle, 04/06), Loccum 2006, S. 17–29.
- Die rechtliche Stellung der Gemeinde in der Kirchenordnung der EKHN, in: Karl Heinrich Schäfer/Friedrich Battenberg (Hrsg.): Die Evangelische Kirche in Hessen und Nassau und ihre Kirchenordnung. Entstehung – Entwicklung – Perspektiven, Darmstadt 2006, S. 75–89.
- Der Einfluss der Reformierten auf die Kirchenordnung der Evangelischen Kirche in Hessen und Nassau, in: Georg Altrock/Hermann Düringer/Matthias von Kriegstein/Karin Weintz (Hrsg.): Migration und Modernisierung. 450-jähriges Bestehen der Evangelischen Französisch-reformierten Gemeinde Frankfurt am Main, Frankfurt am Main 2006, S. 193–214.